# HeiGIT
Das HeiGIT (Heidelberg Institute for Geoinformation Technology) wurde im Jahr 2019 als An-Institut der Universität Heidelberg gegründet. Das gemeinnützig handelnde Institut betreibt Forschung zu intelligenter Mobilität, Big Spatial Data Analytics sowie Climate Action und entwickelt Routing- und Navigationsdienste zur Unterstützung humanitärer Hilfe. Diese Forschungs- und Dienstleistungen werden mit der Analyse, Verarbeitung, Anreicherung und Visualisierung von nutzergenerierten Geodaten, z. B. OpenStreetMap-Daten, ergänzt. Das HeiGIT arbeitet mit internationalen Partnerorganisationen, wie dem Deutschen Roten Kreuz, dem Anticipation Hub und dem Humanitarian OpenStreetMap Team zusammen. Das HeiGIT kooperiert eng mit der Geoinformatik-Arbeitsgruppe am Geographischen Institut der Universität Heidelberg und wird von der Klaus Tschira Stiftung getragen.

## Forschungsfokus
Das HeiGIT arbeitet in vier Forschungsgruppen: Intelligente Mobilität, Geoinformationen für Humanitäre Hilfe, Big Spatial Data Analytics und Climate Action.

### Intelligente Mobilität
Die Forschungsgruppe Intelligente Mobilität entwickelt Routing-Anwendungen, die nutzergenerierte OpenStreetMap-Daten verwenden, um spezifischen Anforderungen an Mobilitätslösungen gerecht zu werden. Ein wichtiger Teil der Arbeit dieser Forschungsgruppe ist die Zielgruppenorientierung, denn es soll auch ermöglicht werden eine barriere- oder stressfreie, aber dennoch effiziente Routenführung zu schaffen.

### Geoinformationen für Humanitäre Hilfe
Die Forschungsgruppe Geoinformationen für Humanitäre Hilfe hat sich das Ziel gesetzt, mithilfe von Open Source Geodaten humanitären Hilfsorganisationen und Ersthelfenden bereits kurz nach dem Eintreten eines Katastrophenereignisses einen Überblick über die Situation zu geben. So werden unter anderem Routing-Services entwickelt, welche nahezu in Echtzeit Updates über aktuelle Verkehrslagen in von Katastrophen betroffenen Regionen geben und so die effizienteste Route für Helfende berechnen können.

### Big Spatial Data Analytics
Die Forschungsgruppe Big Spatial Data Analytics wertet große Datensätze mit Raumbezug aus. Der Fokus liegt dabei auf Daten von technischen Sensoren und nutzergenerierten Daten, etwa aus sozialen Netzwerken. Manche Datensätze erfordern aufgrund ihrer Größe und semantischen Komplexität viel Zeit bei der Erhebung und Pflege. Die Gruppe entwickelt mithilfe von Methoden aus Spatial Data Mining und Deep Learning Verfahren und Werkzeuge zur Analyse und Anreicherung von Daten aus dem Web 2.0.

### Climate Action
Die Forschungsgruppe Climate Action stellt Akteuren im Bereich Klimaschutz Werkzeuge, umsetzbare Datenanalysen und hochauflösende räumliche Klimaschutzindikatoren bereit. Diese sollen Akteure und Interessengruppen dabei zu unterstützen, gezielte Maßnahmen gegen die Klimakrise zu entwickeln und diese auf verschiedenen Ebenen und an verschiedenen Orten umzusetzen. Zu diesem Zweck arbeitet die Forschungsgruppe aktuell an der Entwicklung einer Plattform, auf der der Status vielzähliger Klimaschutzindikatoren angezeigt und damit für Gemeinden und Entscheidungsträger zugänglich gemacht wird.

## Technologien
Das HeiGIT stellt folgende Technologien zur Verfügung:
- openrouteservice.org
- ohsome
- Humanitarian OSM Statistiken
- OSMLanduse/Landcover
- openrouteservice für das Katastrophenmanagement
- ohsome Dashboard
- ohsomeHeX
- ohsome quality analyst
- Open Healthcare Access Map

## Kooperationen
Das HeiGIT kooperiert mit einigen anderen humanitären und gemeinnützigen Organisationen:
- Anticipation Hub
- Deutsches Rotes Kreuz
- Disastermappers Heidelberg
- Humanitarian OpenStreetMap Team
- Kathmandu Living Labs
- MapAction
- Missing Maps
- Universität Heidelberg